# Itrakonazol
Az itrakonazol (INN: itraconazole) egy triazol származék gombaellenes gyógyszer, mely széles spektrumú hatással rendelkezik.
A VIII. Magyar Gyógyszerkönyvben  Itraconazolum     néven hivatalos.  

## Hatása
In vitro vizsgálatokkal bizonyították, hogy az itrakonazol gátolja az emberi szervezetre patogén gombák széles körének növekedését a ≤0,025-0,8 µg/ml koncentrációtartományban.
Ebbe a körbe tartoznak:
- dermatophyta (Trichophyton spp, Microsporum spp, Epidermophyton floccosum),
- sarjadzógomba (Candida spp. - Candida albicans, Candida glabrata és Candida krusei, Cryptococcus neoformans,  Pityrosporum spp., Trichosporon spp. és Geotrichum spp.)
- Aspergillus spp,
- Histoplasma spp,
- Paracoccidioides brasiliensis,
- Sporothrix schenkii,
- Fonsacea spp,
- Cladosporium spp,
- Blastomyces dermatitidis,
- Pseudallescheria boydii,
- Penicillium marneffei és számos más sarjadzógomba és gomba.

In vitro vizsgálatokban a Candida glabrata és a Candida tropicalis általában a legkevésbé érzékenyek, a Candida fajok néhány tenyészetében egyértelmű rezisztenciát tapasztaltak itrakonazol-ra.
Az itrakonazol hatástalan a
- Zygomycetes (például Rhizopus spp., Rhizomucor spp., Mucor spp. és Absida spp.),
- Fusarium spp.,
- Scedosporium spp.
- és Scopulariopsis spp. törzsekkel szemben.

In vitro vizsgálatokkal bizonyították, hogy az itrakonazol károsítja a gombasejt ergosterol szintézisét. Az ergosterol létfontosságú alkotóeleme a gombák sejtfalának. Így a szintézis csökkenése végül antifungális hatáshoz vezet.
Tumorellenes szerként is hatásosnak találták. Csökkenti a daganatok méretét, azonkívül javítja más kemoterápiás szerek hatékonyságát is.

## Védejegyzett készítmények
- ItraconEP (ExtractumPharma)
- Cladostad
- Itraconazol SANDOZ
- Itraconazol-ratiopharm
- Itragen
- Omicral
- Orungal  (Janssen-Cilag)
- Sporanox  (Janssen-Cilag)